# ND Renkovci
Nogometno društvo Renkovci, thường hay gọi ND Renkovci hoặc đơn giản Renkovci, là một câu lạc bộ bóng đá Slovenia thi đấu ở thị trấn Renkovci. Câu lạc bộ được thành lập năm 1978. Renkovci thi đấu ở MNL Lendava, hạng thứ năm của bóng đá Slovenia.

## Danh hiệu
- Giải bóng đá hạng ba quốc gia Slovenia: 1

1999-2000
- Giải bóng đá hạng tư quốc gia Slovenia: 1

2003-04
- Giải bóng đá hạng sáu quốc gia Slovenia: 1

2007-08